# Домингес, Луис Альфонсо
Луис Альфонсо Доми́нгес Гиньес (исп. Luis Alfonso Domínguez Guíñez; 18 декабря 1916, Талька — 23 апреля 1973, Сантьяго) — чилийский футболист, нападающий.

## Карьера
Альфонсо Домингес начал карьеру в клубе «Талька Насьональ», где уже играли двое его страших братьев, Анхель и Адан. В 1937 году он перешёл в клуб «Бадминтоном», а затем выступал за «Унион Эспаньола».Несмотря на то, что он был профессиональным игроком в футбол, Альфонсо одновременно работал в текстильной компании. В 1939 году Домингес стал игроком «Коло-Коло», заплатившим 20 тысяч песо за трансфер игрока. 4 июня он дебютировал в составе команды в матче с «Грин Кросс» (4:1), где забил последний во встрече гол. А всего в чемпионате Домингес забил 29 голов, став лучшим бомбардиром первенства. В 1940 году Альфонсо стал лучшим бомбардиром команды с 13 голами, однако клуб остался лишь четвёртым. В 1941 году Домингес опять стал лучшим снайпером команды с 17 голами, а «Коло-Коло» выиграл золотые медали чемпионата, оставшись, при этом, непобедимым. Годом позже клуб завоевал бронзовые медали, а сам форвард впервые за три сезона не забил больше всех игроков команды в сезоне.
В 1943 году Альфонсо перешёл «Универсидад де Чили», где выступал один сезон, проведя 4 матча и забив 2 гола. Он стал первым игроком в истории, выступавшим за обе команды. В 1944 году Домингес возвратился в «Коло-Коло» и вновь стал лучшим бомбардиром чемпионата, а команда снова стала лучшей командой страны, а годом позже отпраздновал победу в чемпионате чемпионов Чили. В 1947 году он выиграл свой четвёртый титул чемпиона Чили. 21 февраля 1948 года Альфонсо провёл свой последний матч за «Коло-Коло», когда в рамках Клубного чемпионата Южной Америки «Коло-Коло» обыграл «Литораль» со счётом 4:2. Всего в составе команды Домингес сыграл в 172 матчах и забил 130 голов. Завершил карьеру нападающий в 1949 году в «Универсидад де Чили», за который он, забил в общей сложности 8 голов.

## Международная статистика
| Матчи Альфонсо Домингеса за сборную Чили | Матчи Альфонсо Домингеса за сборную Чили | Матчи Альфонсо Домингеса за сборную Чили | Матчи Альфонсо Домингеса за сборную Чили | Матчи Альфонсо Домингеса за сборную Чили | Матчи Альфонсо Домингеса за сборную Чили | Матчи Альфонсо Домингеса за сборную Чили |
| ---------------------------------------- | ---------------------------------------- | ---------------------------------------- | ---------------------------------------- | ---------------------------------------- | ---------------------------------------- | ---------------------------------------- |
| №                                        | Дата                                     | Место проведения                         | Оппонент                                 | Счёт                                     | Голы                                     | Турнир                                   |
| 1                                        | 15 января 1939                           | Лима                                     | Парагвай                                 | 1:5                                      | —                                        | Чемпионат Южной Америки                  |
| 2                                        | 22 января 1939                           | Лима                                     | Перу                                     | 1:3                                      | 1                                        | Чемпионат Южной Америки                  |
| 3                                        | 29 января 1939                           | Лима                                     | Уругвай                                  | 2:3                                      | —                                        | Чемпионат Южной Америки                  |
| 4                                        | 26 февраля 1939                          | Сантьяго                                 | Парагвай                                 | 4:2                                      | —                                        | Товарищеский матч                        |
| 5                                        | 2 марта 1940                             | Сан-Мартин                               | Аргентина                                | 1:4                                      | —                                        | Кубок Президента Чили                    |
| 6                                        | 9 марта 1940                             | Буэнос-Айрес                             | Аргентина                                | 2:3                                      | —                                        | Кубок Президента Чили                    |
| 7                                        | 9 февраля 1941                           | Сантьяго                                 | Перу                                     | 1:0                                      | —                                        | Чемпионат Южной Америки                  |
| 8                                        | 16 февраля 1941                          | Сантьяго                                 | Уругвай                                  | 0:2                                      | —                                        | Чемпионат Южной Америки                  |
| 9                                        | 10 января 1942                           | Монтевидео                               | Уругвай                                  | 1:6                                      | —                                        | Чемпионат Южной Америки                  |
| 10                                       | 14 января 1942                           | Монтевидео                               | Бразилия                                 | 1:6                                      | 1                                        | Чемпионат Южной Америки                  |
| 11                                       | 22 января 1942                           | Монтевидео                               | Парагвай                                 | 0:2                                      | —                                        | Чемпионат Южной Америки                  |
| 12                                       | 31 января 1942                           | Монтевидео                               | Аргентина                                | 0:0                                      | —                                        | Чемпионат Южной Америки                  |
| 13                                       | 5 февраля 1942                           | Монтевидео                               | Эквадор                                  | 2:1                                      | 1                                        | Чемпионат Южной Америки                  |
| 14                                       | 7 февраля 1942                           | Монтевидео                               | Перу                                     | 0:0                                      | —                                        | Чемпионат Южной Америки                  |

## Достижения

### Командные
- Чемпион Чили: 1939, 1941, 1944, 1947
- Победитель чемпионата Открытия в Чили: 1940
- Чемпион чемпионов Чили: 1945

### Личные
- Лучший бомбардир чемпионата Чили: 1939 (32 гола), 1944 (19 голов)
- Лучший бомбардир чемпионата Открытия в Чили: 1940

## Личная жизнь
Домингес был женат. У него было семь детей.